# Илукстский край
И́лукстский край (латыш. Ilūkstes novads) — бывшая административно-территориальная единица на юго-востоке Латвии с центром в городе Илуксте. Площадь края составляла 647,9 км².
Илукстский край относился к историко-культурной области Селия, но в статистическом отношении учитывался в составе региона Латгале.

## История
Край как самоуправление в составе Даугавпилсского района был образован в 2003 году из города Илуксте и Бебренской, Пилскалнской и Шедерской волостей. 1 июля 2009 года, по упразднении Даугавпилсского района, в состав Илукстского края были включены также Двиетская, Эглайнская волости и город Субате с сельской территорией. В начале 2010 года сельская территория города Субате была реорганизована в Продскую волость.
1 июля 2021 года, после административно-территориальной реформы, был создан Аугшдаугавский край, объединивший самоуправления Даугавпилсского и Илукстского краёв.

## Территориальное деление
- город Илуксте (латыш. Ilūkstes pilsēta)
- город Субате (латыш. Subates pilsēta)
- Бебренская волость (латыш. Bebrenes pagasts; центр — Бебрене)
- Двиетская волость (латыш. Dvietes pagasts; центр — Двиете)
- Пилскалнская волость (латыш. Pilskalnes pagasts; центр — Пилскалне)
- Продская волость (латыш. Prodes pagasts; центр — Субате)
- Шедерская волость (латыш. Šēderes pagasts; центр — Шедере)
- Эглайнская волость (латыш. Eglaines pagasts; центр — Эглайне)

## Население
По состоянию на 14 января 2009 года, население края составляло 9 231 человек.
Национальный состав населения края по итогам переписи населения Латвии 2011 года:
| Национальность        | Численность, чел. (2011) | %        |
| --------------------- | ------------------------ | -------- |
| Латыши                | 5225                     | 65,36 %  |
| в том числе латгальцы | 1592                     | 19,91 %  |
| Русские               | 1590                     | 19,89 %  |
| Поляки                | 626                      | 7,83 %   |
| Литовцы               | 207                      | 2,59 %   |
| Белорусы              | 200                      | 2,50 %   |
| Украинцы              | 56                       | 0,70 %   |
| Другие                | 90                       | 1,13 %   |
| всего                 | 7994                     | 100,00 % |